# توم هاميلتون (لاعب كرة قدم أمريكية)
توم هاميلتون (بالإنجليزية: Tom Hamilton)‏ هو ضابط ومدرب رياضي أمريكي، ولد في 26 ديسمبر 1905 في هوبستون في الولايات المتحدة، وتوفي في 3 أبريل 1994 في تشولا فيستا في الولايات المتحدة.